# Stansstad
Stansstad är en ort och kommun i kantonen Nidwalden, Schweiz. Kommunen har 4 869 invånare (2023).
I kommunen finns förutom huvudorten Stansstad även ortsdelarna Obbürgen, Fürigen och Kehrsiten. Kommunen ligger vid sjön Vierwaldstättersee och dess vik Alpnachersee.